# Akita Shoten
Akita Publishing Co., Ltd. (яп. 株式会社秋田書店, латиніз.: Kabushiki-gaisha Akita Shoten) - японська видавнича компанія з головним офісом в Чийоді, Токіо. Вона була заснована Тейо Акіта 1948 року. З травня 2023 року президентом компанії є Шигеру Гігучі. Компанія відома виданням журналу "Manga Weekly Shōnen Champion", який серіалізував такі роботи, як "Чорний Джек" Осаму Тезука, "Бакі Грапплер" Кісуке Ітагакі та "Докабен" Шинджі Мізушіми.

## Журнали

### Манга-журнали, орієнтовані на чоловіків

#### ЖурналиШьонен
- Bessatsu Shōnen Champion (яп. 別冊少年チャンピオン, Bessatsu Shōnen Chanpion) – раз на два місяці (12-го числа)
- Monthly Shōnen Champion (яп. 月刊少年チャンピオン, Gekkan Shōnen Chanpion) – щомісячно (6-го числа)
- Weekly Shōnen Champion (яп. 週刊少年チャンピオン, Shūkan Shōnen Chanpion)[4] – щотижнево (по четвергах)
- Manga Cross (яп. マンガクロス, Mangakurosu) – щотижнево (вівторок та четвер)[5]

Закриті:
- Bōken Ō - щомісячно з 1949 по 1983 рік
- Манга Ō

#### ЖурналиСейнен
- Champion Red (яп. チャンピオンレッド, Chanpion Reddo) – щомісячно (19-го числа)
- Dokodemo Young Champion (яп. どこでもヤングチャンピオン, Dokodemo Yangu Chanpion) – щомісячно (4-го вівторка місяця)
- Golf Comic (яп. ゴルフコミック, Gorufu Komikku) – щомісячно (1-го числа)
- Play Comic (яп. プレイコミック, Purei Comikku) – двічі на місяць (кожного 2-го та 4-го вівторка)
- Young Champion (яп. ヤングチャンピオン, Yangu Chanpion) – двічі на місяць (кожного 2-го та 4-го вівторка)
- Young Champion Retsu (яп. ヤングチャンピオン烈, Yangu Chanpion Retsu) – раз на два місяці (третього понеділка місяця)

Закриті:
- Champion Red Ichigo (яп. チャンピオンレッドいちご, Chanpion Reddo Ichigo) – раз на два місяці (5-го числа)

### Манга-журнали, орієнтовані на жінок
- Princess (яп. プリンセス, Purinsesu) – щомісячно (6-е число)[6]
- Petit Princess (яп. プチプリンセス, Puchi Purinsesu) – щомісячно (1-е число, лише онлайн)[7]
- Mystery Bonita (яп. ミステリーボニータ, Misutarī Bonīta) – щомісячно (6-е число)
- Elegance Eve (яп. エレガンスイブ, Eregansu Ibu) – щомісячно (26-е число)
- For Mrs. (яп. フォアミセス, Foa Misesu) – щомісячно (3-є число)[8]
- For Mrs. Special (яп. フォアミセススペシャル, Foa Misesu Supesharu) – щоквартально[9]
- Love MAX (яп. 恋愛 MAX, Rabu Makkusu) – раз на два місяці (6-е число кожного непарного місяця)
- Love Cherry Pink (яп. 恋愛チェリーピンク, Rabu Cherī Pinku) – раз на два місяці (6-е числокожного парного місяця)
- Desir SP (яп. デジールSP, Dejīru Supesharu) – раз на два місяці (28-е число кожного парного місяця)

Закриті:
- Princess Gold (яп. プリンセスゴールド, Purinsesu Gōrudo)[10]
- Suspiria Mystery (яп. サスペリアミステリー, Sasuperia Misutarī)[11]
- Hitomi (яп. ひとみ)

### Інші журнали
- Family Computer Champion (яп. ファミコンチャンピオン, Famikon Chanpion) – закритий
- J-TOON – Webtoons[12]